# Mycosphaerella africana
Mycosphaerella africana är en svampart som beskrevs av Crous & M.J. Wingf. 1996. Mycosphaerella africana ingår i släktet Mycosphaerella och familjen Mycosphaerellaceae.   Inga underarter finns listade i Catalogue of Life.